# Francisco Lachowski

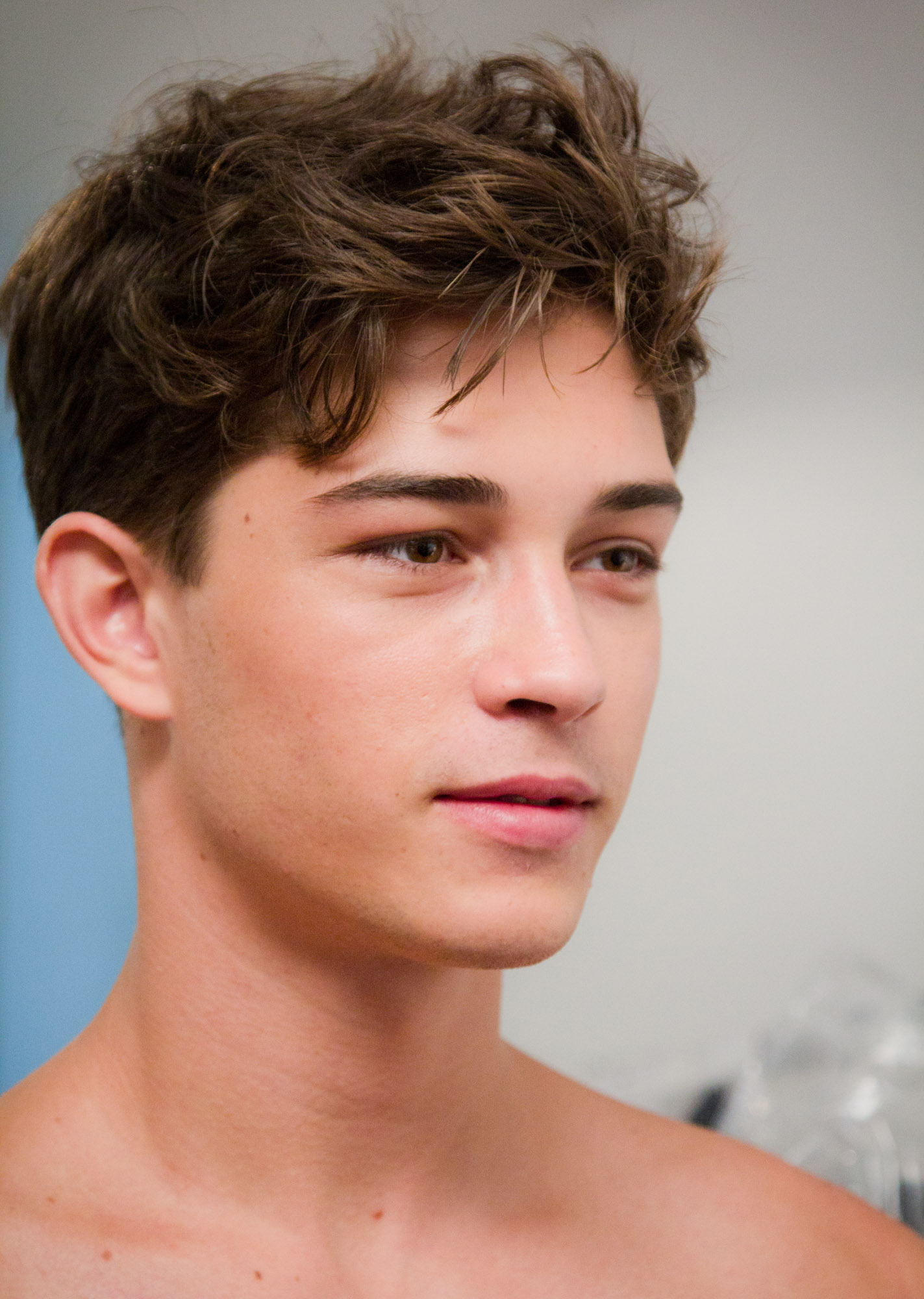
Lachowski 2011

Francisco Lachowski (* 13. Mai 1991 in Curitiba, Paraná, Brasilien) ist ein brasilianisches Model.

## Leben
Francisco Lachowski ist Sohn eines Polen und einer Deutsch-Portugiesin. Seine Karriere begann er mit dem Sieg beim Modelwettbewerb Supermodel of the World im Jahr 2008. Er bekam einen Exklusivvertrag für Ford Models. Seitdem gilt er als ein führendes männliches Model Brasiliens. Im Jahre 2009 war er auf Modeschauen in Mailand und Paris für Gucci und Christian Dior Homme zu sehen. Es folgten Schauen für andere Labels, unter anderem für Versace, Armani, Roberto Cavalli und Dolce & Gabbana. Auch für verschiedene Magazine in Brasilien wurde er der Coverboy, etwa Homme Essential und Made in Brazil. Internationale Magazine, für die er posierte, waren Gentlemen’s Quarterly, Vogue und FHM. Seit April 2013 ist Francisco zusammen mit Sara Sampaio als Werbebotschafter für die türkische Denim-Marke Mavi zu sehen.
Er lebt mit seiner Ehefrau in Montreal. Die beiden haben zwei Söhne (* 2013 und 2016).